# Bahnstrecke Sărățel–Deda
| |                      |                    |                    |
| Kursbuchstrecke (CFR): | 400                  |                    |                    |
| Streckenlänge: | 47 km                |                    |                    |
| Spurweite: | 1435 mm (Normalspur) |                    |                    |
| |                      |                    |                    |
| \| \| \| von Dej \| \| \| \| 0,00 48,83 \| Sărățel \| Sărățel \| \| \| \| nach Bistrița \| \| \| \| \| Șieu \| \| \| \| \| Budac \| \| \| \| 6,79 \| Domnești pe Șieu \| Domnești pe Șieu \| \| \| 9,63 \| Mărișelu \| Mărișelu \| \| \| \| Șieu \| \| \| \| \| Șieu \| \| \| \| 13,17 \| Bârla pe Șieu \| Bârla pe Șieu \| \| \| 18,14 \| Șieu \| Șieu \| \| \| 23,03 \| Șieuț \| Șieuț \| \| \| \| Tunnel (ca. 500 m) \| \| \| \| 29,52 \| Monor Gledin \| Monor Gledin \| \| \| \| Tunnel (ca. 900 m) \| \| \| \| 39,47 \| Râpa de Jos \| Râpa de Jos \| \| \| 42,85 \| Morăreni \| Morăreni \| \| \| \| von Târgu Mureș \| \| \| \| 47 0 \| Deda \| Deda \| \| \| \| nach Gheorgheni \| \| |                      |                    |                    |
| Strecke |                      | von Dej            | von Dej            |
| Bahnhof | 0,00 48,83           | Sărățel            | Sărățel            |
| Abzweig geradeaus und nach links |                      | nach Bistrița      | nach Bistrița      |
| Brücke über Wasserlauf |                      | Șieu               | Șieu               |
| Brücke über Wasserlauf |                      | Budac              | Budac              |
| Haltepunkt / Haltestelle | 6,79                 | Domnești pe Șieu   | Domnești pe Șieu   |
| Haltepunkt / Haltestelle | 9,63                 | Mărișelu           | Mărișelu           |
| Brücke über Wasserlauf |                      | Șieu               | Șieu               |
| Brücke über Wasserlauf |                      | Șieu               | Șieu               |
| Haltepunkt / Haltestelle | 13,17                | Bârla pe Șieu      | Bârla pe Șieu      |
| Haltepunkt / Haltestelle | 18,14                | Șieu               | Șieu               |
| Haltepunkt / Haltestelle | 23,03                | Șieuț              | Șieuț              |
| Tunnel |                      | Tunnel (ca. 500 m) | Tunnel (ca. 500 m) |
| Haltepunkt / Haltestelle | 29,52                | Monor Gledin       | Monor Gledin       |
| Tunnel |                      | Tunnel (ca. 900 m) | Tunnel (ca. 900 m) |
| Haltepunkt / Haltestelle | 39,47                | Râpa de Jos        | Râpa de Jos        |
| Haltepunkt / Haltestelle | 42,85                | Morăreni           | Morăreni           |
| Abzweig geradeaus und von rechts |                      | von Târgu Mureș    | von Târgu Mureș    |
| Bahnhof | 47 0                 | Deda               | Deda               |
| Strecke |                      | nach Gheorgheni    | nach Gheorgheni    |

Die Bahnstrecke Sărățel–Deda (ungarisch: Szeretfalva–Déda-vasútvonal) ist eine Hauptbahn in Rumänien. Sie verläuft vom Mureș zum Oberlauf des Flusses Șieu durch den Norden des Transsilvanischen Beckens.

## Geschichte

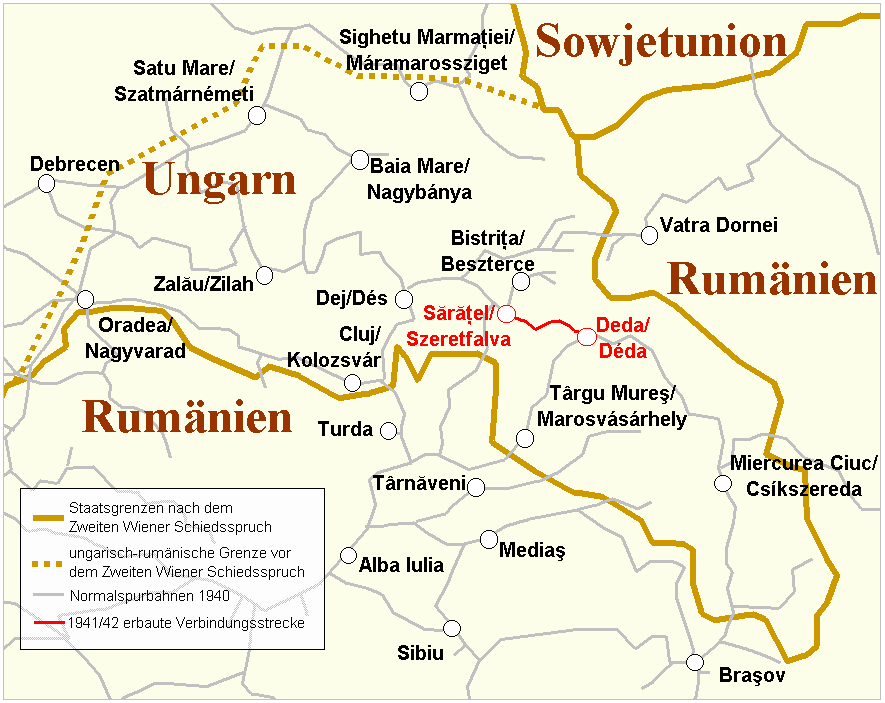
Eisenbahnen in Siebenbürgen 1942

Von etwa 1870 bis 1910 erfolgte die eisenbahntechnische Erschließung der meisten Gebiete Siebenbürgens, das damals zum Königreich Ungarn innerhalb der habsburgischen Doppelmonarchie gehörte. Größere Bahnbauprojekte wurden hier nach der Zugehörigkeit zu Rumänien seit dem Ende des Ersten Weltkrieges nur noch in den Gebirgsregionen ausgeführt; ein Beispiel ist die Überquerung der Ostkarpaten zwischen Ilva Mică und Vatra Dornei 1938.
Eine völlig neue Situation entstand durch den Zweiten Wiener Schiedsspruch 1940, durch den Siebenbürgen geteilt wurde. Ungarn erhielt Nord- und einen Teil Ostsiebenbürgens, den sogenannten „Szeklerzipfel“. Die neue Grenze zwischen Rumänien und Ungarn verlief über einige wichtige Bahnlinien. Die Bahnstrecken im Osten Siebenbürgens – dem Szeklerland mit den Städten Târgu Mureș (ung. Marosvásárhely), Sfântu Gheorghe (Sepsiszentgyörgy) und Miercurea Ciuc (Csíkszereda) – hatten keine Verbindung mit den in Nordsiebenbürgen und im restlichen Ungarn vorhandenen Trassen.
Da es zwischen der ungarischen (MÁV) und der rumänischen (CFR) Bahngesellschaft häufig Reibereien an den Eisenbahngrenzübergängen gab, entschloss sich die ungarische Regierung, die bestehende Lücke zum Eisenbahnnetz Ostsiebenbürgens zu schließen. In den Jahren 1941/42 erfolgte der Bau der 47 km langen Strecke zwischen den Orten Sărățel (Szeretfalva) und Deda (Déda). Sărățel lag an der Trasse von Dej (Dés) nach Bistrița (Beszterce, deutsch Bistritz) in Nordsiebenbürgen, Deda an der Verbindung von Târgu Mureș und Gheorgheni (Gyergyószentmiklós).
Noch während des Zweiten Weltkrieges – in dem sowohl Ungarn als auch Rumänien Verbündete Deutschlands waren – erlangte die neue Strecke eine enorme Bedeutung für die deutsche Kriegswirtschaft; auf ihr wurde insbesondere rumänisches Erdöl nach Deutschland transportiert.
Nach Kriegsende profitierte jedoch Rumänien vom Bau der Strecke, da das Land im Vertrag von Paris den „Szeklerzipfel“ zurückerhielt. Die Strecke von Deda nach Sărățel wurde Teil einer wichtigen Verbindung vom Südosten in den Nordwesten Siebenbürgens.

## Heutige Situation
Die Strecke ist elektrifiziert und eingleisig. Auf ihr verkehren täglich mehrere Schnellzüge von Brașov nach Satu Mare bzw. in Gegenrichtung. Auch für den Güterverkehr ist die Verbindung weiterhin von großer Bedeutung.